# Novi val u Hrvatskoj
Novi val u Hrvatskoj se pojavio tijekom 1977. godine. U medijima i publicistici se kao i u Velikoj Britaniji i SAD prvotno rabio naziv "punk" (v. punk u Hrvatskoj). Smatra se da je trajao do kraja 1982. ili početka 1985.
U ondašnjoj su Hrvatskoj postojala dva jaka žarišta: Rijeka i Zagreb. U Rijeci su osnovani sastavi Paraf, Termiti, Mrtvi kanal, a u Zagrebu Prljavo kazalište, Haustor, Azra, Parlament, Patrola, Zvijezde, u Vrbovcu Stidljiva ljubičica te u Puli sastav Problemi. Iz Azrine je prve postave poslije nastao Film koji je također bio dijelom ovog pravca. Nešto poslije osnovan je zagrebačko-riječki sastav Xenia.
Koncertni klub Kulušić poistovjećuje se s hrvatskim novim valom.
Godine 1979. Prljavo kazalište prvi od novovalnih sastava objavljuju album, a 1980. i 1981. godine prve albume snimit će i ostali sastavi novog vala. Neki od hrvatskih sastava su se ovom valu pridružili kroz jedan svoj album. Parni valjak je to učinio albumom Vruće igre 1980. godine, Aerodrom svojim drugim albumom Tango Bango  1981. godine. Iako su svoj prvi album snimili u zalaznim godinama novog vala, zagrebački Animatori također pripadaju ovom pravcu. Dijelom ovog vala smatra se početno razdoblje slovenskog-hrvatskog sastava (Ljubljana-Rijeka) Borghesia.
1980. je godine slovenska izdavačka kuća ZKP RTLJ objavila kompilacijski album Novi Punk Val koji je obuhvatio hrvatsku i slovensku novovalnu i punk scenu. Od hrvatskih izvođača našli su se Prljavo kazalište, Parafi, Problemi i Termiti.

## O Novom valu
- dokumentarni film "Sretno dijete"
- dokumentarni serijal "Robna kuća"
- igrana serija "Crno-bijeli svijet"